# Wrocławski Teatr Piosenki
Wrocławski Teatr Piosenki – niezależny teatr prywatny, specjalizujący się w spektaklach muzycznych i kabaretowych z nutką nostalgii, z siedzibą we Wrocławiu.
Teatr został założony w 2002 roku przez grupę wrocławskich twórców i aktorów. Swoje przedstawienia prezentuje na scenach teatralnych i scenkach klubowych. Występował w wielu miastach Polski, a także w Niemczech, Szwecji, Wielkiej Brytanii, Szwajcarii i na Ukrainie. 
Dyrektorem artystycznym Teatru jest Bogusław Klimsa.

## Reperatuar
- Tylko we Lwowie - składanka piosenek lwowskiej ulicy, oraz radiowe i filmowe przeboje, wywodzące swój rodowód z legendarnej przedwojennej audycji Polskiego Radia: Na Wesołej Lwowskiej Fali.
- Szlagiery Szampańskiej Ery - składanki piosenek dwudziestolecia międzywojennego, wykonywane w teatrzykach rewiowych, znane z estrad i filmowych komedii tego okresu.
- Są Takie Chwile - składanka polskich piosenek z lat 50. XX w.